# Open Clip Art Library

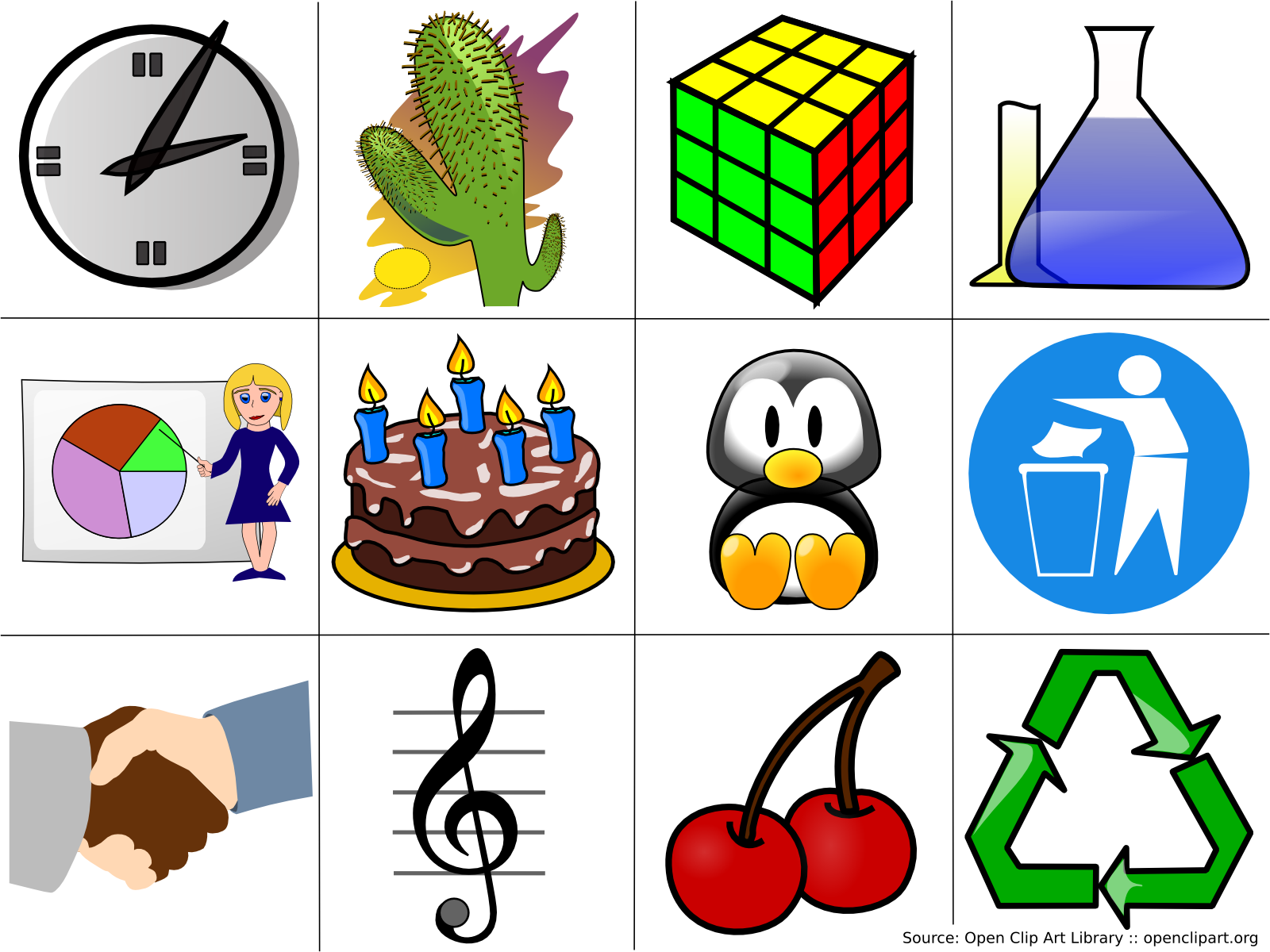
画像例

Open Clip Art Library（オープン クリップ アート ライブラリー）は、フリーコンテントのベクタ形式クリップアートの収集コミュニティである。
2016年8月時点で5400人以上が提供した108,000以上のSVG画像があり、これらはパブリックドメインでダウンロード利用できる。

## パッケージやアプリ
- Openclipart for Android [2]
- iOS Clipart,[3] iOS PosterMaker[4]
- Clipart plugin[5] for WordPress
- LibreOffice extension[6]
- Clipart plugin[7] for ムードル
- Linux distributions